# موش غاری فلورس
موش غاری فلورس (نام علمی: Spelaeomys florensis) نام یک گونه از تیره موشان است.